# Rudolf Abel (hírszerző)
Rudolf Ivanovics Abel (oroszul: Рудольф Иванович Абель), eredeti nevén Viljam "Willie" Genrihovics Fiser (Вильям "Вилли" Генрихович Фишер) (Newcastle upon Tyne, Nagy-Britannia, 1903. július 11. – Moszkva, Szovjetunió, 1971. november 15.) szovjet hírszerző, a 20. század egyik legismertebb kémje.

## Életrajz

### Ifjúkora
Születési ideje bizonytalan, de feltehetően 1903. július 11-én született Nagy-Britanniában, Orosz Birodalom-béli bevándorló szülők második gyermekeként. Apja, a németországi származású Geinrih Matvejevics Fiser 1901-ben azután kényszerült orosz származású feleségével elhagyni a cári Oroszországot, hogy Lenin forradalmi agitátora volt, de emigránsként fegyvercsempészéssel is támogatta a felkelőket.
Viljam, vagy Wilhelm (angolosan William) korán tanújelét adta tehetségének a nyelvek elsajátításában, az otthon beszélt német és orosz nyelv mellett angolul, franciául és latinul is hamar megtanult, de állítólag fél év alatt sajátította el a lengyel és a jiddis nyelvet is. Ezen kívül volt érzéke a tudományokhoz, a műszaki ismeretekhez, a művészetekhez és a zenéhez is. 1919-ben szerzett brit útlevelet, amikor felvették a Londoni Egyetem nyelvészeti karára, orosz–francia-angol szakra.

### Újra Oroszországban
Fiserék az orosz polgárháború után, 1922-ben költöztek haza. A tehetséges fiúra hamar felfigyelt az akkori titkosrendőrség, az OGPU, és a Kominternnél alkalmazta fordítóként, pár év múlva pedig már a hírszerzőket tanította idegen nyelvekre. Ekkortájt kezdett részt venni ő is hírszerzői kiképzésben, és első osztályú rádióssá képezték ki. 1927-től vált hivatalos állományú hírszerzővé, aki kezdetben főleg rejtjelezéssel foglalkozott, de önképző emberként festészeti, fotográfusi és zenei tanulmányokat is folytatott, és ezeken a területeken is tehetségesnek bizonyult, festeni és gitározni is megtanult. Ekkortájt ismerte meg a Moszkvai Konzervatóriumban hárfázó Jelena Lebegyevát, akit 1928-ban vett feleségül. Lányuk, Evelyn egy évre rá született.
1932-től családjával mint brit állampolgár, brit útlevéllel számos nyugat-európai és közel-keleti országban megfordult, hivatalosan mint újságíró, de valójában a külföldi szovjet hírszerzősejtek technikai felszereltségét fejlesztette, illetve a hírszerzők kiképzését folytatta. 1934-ben rendelték haza, pont amikor a hatalomra került Sztálin „nagy tisztogatásba” kezdett, de szerencséjére őt nem akarták kivégezni, hanem kitüntették, és megbízták Kim Philby, a „Cambridge-i ötök” legismertebb tagjának műszaki-logisztikai támogatásával a jobb kapcsolattartás érdekében, melyet egész 1938-ig csinált. Ezután Bukovinában kellett szovjetszimpatizáns ügynököket toboroznia. Hatékonysága ellenére 1939-ben – talán külföldiesen hangzó neve miatt – lefokozták, és egy repülőgépgyárban kapott technikusi állást. De ekkor sem volt tétlen, gépész- és vegyészmérnöki tanulmányokat folytatott. Hírszerzői munkát csak 1941 nyarától kapott megint, miután Németország a Szovjetunióra támadt és kitört a Nagy Honvédő Háború. Az ismét állományba vett Wilhelm ekkor foglyul ejtett német rádiósok „átállításában” jeleskedett, majd általuk taktikailag és stratégiailag dezinformálta a német hírszerzést. Ő maga 1944-ben, a második világháború vége felé egy elfogott Abwehr-tiszt, bizonyos Johannes Weiss identitásában szivárgott be a visszavonuló német csapatokba, és folyamatosan tájékoztatta Moszkvát a németek hadmozdulatairól, gyenge pontjairól. Ezekben az időkben találkozott egyik volt társbérlőjével, Rudolf Ivanovics Abellel, akinek később felvette az általa elhíresültté tett nevét, miután az igazi Abel 1955-ben szívrohamban meghalt.

### Amerikai megbízatás
A háború vége után, amikor már látszott, hogy a Szovjetunió és az Amerikai Egyesült Államok egymás ellenségei lesznek, Wilhelmet Alekszandr Korotkov, az NKVD egyik vezetője vette pártfogásba, aki ideális személynek látta arra, hogy az elkövetkező időben Amerikában folytasson illegális hírszerző tevékenységet. Másfél évig emelt szintű kémtanfolyamon vett részt, ahol teljesen elsajátította az amerikai viselkedésmintákat, de más területeken, újabb tudományágakban is képezte magát, miközben a technika és a művészetek sem maradnak ki. 1948-ban Wilhelm Fiser, aki ekkor már ezredes volt, sikeresen letette az összes vizsgáját, és elindult Amerikába, először mint Andrew Kayotis, aki Kanadán keresztül utazik New Yorkba, csak ott „válik” Emil Goldfusszá. Első évében Goldfus-álcáját építgette és beutazta az Egyesült Államokat. Hálózatot épített ki a már korábban kiküldött ügynökökből és kommunista érzületű helyiekből, akiktől információkra számíthatott, ez utóbbiak közé tartozott például Lona és Morris Cohen, egy meggyőződéses amerikai kommunista házaspár, akik személyes barátaivá is váltak. 1949 őszétől egy manhattani szállóban bérelt szobát, illetve Brooklynban egy stúdiót, így éldegélt látszólag egyszerű fotósként, ami rendszertelen életét is legitimálta.
Fiser mint rezidens ügynök nagyon szorgalmas és innovatív volt, különféle hétköznapi tárgyakat apró holmik, mikrofilmek hordozására alkalmas eszközzé alakított át, ezekkel továbbítva a titkos információkat, amelyet a zsargon „konténernek” is hív. Az ügynökeivel személyesen találkozott, tartotta velük a kapcsolatot, többeket maga szervezett be, és különböző hírszerzői ismeretekre oktatta őket. Ilyen beszervezett ügynök volt Theodore Alvin Hall, a Manhattan terv legfiatalabb kutatója is. Az ekkor kémként már nem aktív Rosenberg házaspárral nem volt kapcsolata, de azok hálózatának tagjai közül többekkel igen, mint például Morton Sobell-lel. Ezen kívül ügynökei időzített bombákat helyeztek el a koreai háborúba vonuló amerikai hadiszállítmányokra, ilyen esetekben utazva a Martin Collins nevet használta.
Fiser hálózata egyre terebélyesedett, de hozzáértése és elszánt munkamániája ellenére sem tudott mindent kézben tartani, ezért 1952-től Moszkva segítséget küldött neki a finn származású, Nicolai Eugene Maki néven utazó Reino Häyhänen ügynök személyében. Csakhogy hamar szembesült azzal, hogy Häyhänen felelőtlen, megbízhatatlan és iszákos, aki korábban csak a baltikumi értelmiség és diákság kommunistaellenes tagjairól jelentett. Ekkor történt az első leleplező incidens is, amikor Fisher vagy Häyhänen figyelmetlenségből egy preparált negyeddollárossal fizetett egy újságosnak, aki miután szembesült azzal, hogy nem közönséges érmét kapott, az FBI-hoz fordul vele, de ők ekkor még nem tudták kihez kötni az üreges érmét.
Az 1950-es években sorban lepleződtek le a szovjet ügynökök, többek közt a Joseph McCarthy-féle kommunistaellenes kampány miatt is, ezért Fisert 1955-ben hazahívták biztonsági ellenőrzésre, hogy nem leplezték-e le, vagy nem állt-e át. Többszörösen is kikérdezték, beszámoltatták a kiküldetésben eltelt évekről, mindenféle módon ellenőrizték, de semmi problémát nem találtak. Fiser jelezte Häyhänen alkalmatlanságát, de véleménye süket fülekre talált. Négy hónap ellenőrzés után két hónapig pihent, csak ezután tért vissza az Államokba, 1956 elején. Ott szembesült azzal, hogy távollétében Häyhänen teljesen lezüllesztette a hálózatát, önmagával együtt: az ügynöki találkozókat elhanyagolta, a konténereket nem ellenőrizte, a fotóstúdióra látványos biztonsági zárat szereltetett, ráadásul találkozott a washingtoni szovjet nagykövetség egyik tagjával, akit feltehetően megfigyeltek az amerikai szervek. A hálózat fenntartására szánt pénz egy jelentős részét pedig alkoholra és prostituáltakra költötte. Fiser mentette a menthetőt, majd 1957 tavaszán megüzente a hazaiaknak, mi történt, Moszkva erre azonnal hazarendelte Häyhänent, hivatalosan alezredesi előléptetés ürügyén, Häyhänen azonban sejtette, hogy a nem éppen kitüntetést érdemlő munkája miatt akarják elszámoltatni, ezért Párizsban leszállva inkább feladta magát a helyi amerikai nagykövetségen.

### Elfogás és tárgyalás
Häyhänen révén az amerikaiak értesültek Fiserről és hálózatáról, mire a CIA, az NSA és az FBI is megfigyelésbe kezdett, majd a megfelelő időben, 1957. június 12-én reggel hétkor letartóztatták. A szobájában számos bizonyítékot találtak, többek közt az Emil Goldfus és Martin Collins nevére kiállított igazolványokat, vegyindigót, rejtjelkulcsokat és 6500 dollárt kis címletekben. Fisher csak annyit mondott, hogy ő Rudolf Ivanovics Abel szovjet állampolgár, így ezzel a névvel híresült el mint elfogott kém. Fisher semmiről nem beszélt és volt olyan elővigyázatos, hogy Häyhänennek csak bizonyos ügynököket mutatott be, így az amerikaiak sem tudták Fisher hálózatát teljesen felgöngyölíteni, de arról is keveset lehetett kideríteni, hogy milyen információk is mentek át az ügynökhálózaton.
Nemsokára vádat is emeltek ellene kémkedés és összeesküvés vádjával. Kirendelt védője James Donovan lett, aki az OSS nevű szervezettel is kapcsolatban állt. Donovan úgy ítélte meg, hogy Fiser tehetséges ember, aki értékes személy lehet a Szovjetuniónak, ezért kieszközölte, hogy a felfokozott hangulat ellenére ne ítéljék halálra, hanem  börtönbüntetésre egy később lehetséges csere alapjaként. A bíróság 1957 novemberében végül három vádpontban is bűnösnek találta, és 35 év börtönbüntetésre ítélte.

### Ügynökcsere
Fiser több mint négy évet töltött a Georgiai Szövetségi Fegyházban, ahol festészettel, selyemszövéssel, sakkozással vagy épp logaritmusok kitalálásával[pontosabban?] töltötte az időt. Két rabtársa is kémkedésért ült vele együtt, egyikük Morton Sobell volt, a másikuk egy Kurt Ponger nevű osztrák.
1960-ban kipattant az U–2 incidens, amikor is az U–2-es kémrepülőt lelőtték a Szovjetunió felett, és pilótája, Francis Gary Powers szovjet fogságba esett. Powerst három év börtönre és hét év kényszermunkára ítélték. Az amerikaiak Fiser ügyvédjének, James Donovannek a közvetítésével elérték, hogy a szovjetek kicseréljék Powerst Fiserért. A csere végül 1962. február 10-én történt meg a Potsdam és Nyugat-Berlin között fekvő, akkor Kelet-Berlin határaként is funkcionáló Glienickei hídon. Ez volt az első ilyen fogolycsere, melyet később még számos másik követett, ezek közül több ugyanitt történt, ezért a hidat a kémek hídjának is nevezték.

### Utóélet
Hazatérése után ismét találkozott feleségével és lányával, a most már KGB-nek hívott titkosszolgálat pedig amolyan reklámarcnak használta: előadásokat tartott hol iskolákban, hol más kommunista országok titkosszolgálatainak. Pletykák szerint Magyarországon is megfordult halálának évében, 1971-ben. Az erős dohányos Fisher végül 1971. november 15-én halt meg tüdőrák következtében. Sírkövén igazi neve mellett ott szerepel a Rudolf Ivanovics Abel név is.

## Megjelenése a kultúrában
Fiser elfogását és cseréjét dolgozta fel a Steven Spielberg rendezte Kémek hídja (2015) című film.
- James B. Donovan: Idegenek egy hídon. Abel ezredes rejtélye; ford. Sóvágó Katalin; Európa, Bp., 2016

## Fordítás
- Ez a szócikk részben vagy egészben  a   Rudolf Abel című angol Wikipédia-szócikk ezen változatának fordításán alapul.  Az eredeti cikk szerkesztőit annak laptörténete sorolja fel. Ez a jelzés csupán a megfogalmazás eredetét és a szerzői jogokat jelzi, nem szolgál a cikkben szereplő információk forrásmegjelöléseként.